# Antonio Cano Ramírez de Arellano
Antonio Cano Manuel y Ramírez de Arellano (Chinchilla de Monte-Aragón, 14 de mayo de 1768-Madrid, diciembre de 1836) fue un político español.

## Biografía
Nació en 1768 en la localidad de Chinchilla, en la actual provincia de Albacete. Hermano de Vicente Cano Manuel Ramírez de Arellano y liberal entusiasta, fue nombrado secretario del Despacho de Gracia y Justicia el 23 de junio de 1812, ocupando el cargo hasta el 10 de octubre de 1813. Desde julio había ocupado además la cartera de Estado con carácter interino. Fue además diputado en las Cortes de Cádiz por Murcia. 
Fue en el Trienio Liberal presidente de las Cortes en 1821 y presidente del Tribunal Supremo entre 1820, año de su restablecimiento, y 1823 cuando fue suprimido de nuevo con la restauración del absolutismo. En mayo de 1820 un real decreto de 12 de mayo le exonera de la Orden de 26 de noviembre de 1812 y lo nombra consejero de Estado. Ya en la regencia de María Cristina de Borbón-Dos Sicilias fue presidente del Canal de Albacete.
| Predecesor: (Órgano disuelto en 1814) Ramón de Posada y Soto | Presidente del Tribunal Supremo 1820-1823 | Sucesor: Órgano suprimido José Hevia y Noriega (En 1834) |